# Turcos cretenses
Os turcos cretenses (em turco: Giritli, Girit Türkleri ou Türk Giritliler), turco-cretenses (em grego: Τουρκοκρητικοί, transl. Tourkokritikoí) ou cretenses muçulmanos eram os habitantes muçulmanos de Creta, que viveram na ilha até 1923, bem como seus descendentes, que vivem na Turquia.
Após a conquista otomana de Creta (1645-1669), a colonização turca e uma alta taxa de conversões para o islamismo fizeram da ilha um caso único na história otomana; Certas fontes optam por utilizar o nome 'muçulmanos cretenses' para contabilizar também com uma parcela da população que teria se convertido ao cristianismo no decorrer do século XIX, bem como a presença de mais de 10.000 muçulmanos falantes do grego que vivem na Síria e no Líbano, que não se identificam como turcos, mas como gregos.
Foram forçados a abandonar Creta e emigrar, em sua maioria, para a Turquia, em ondas sucessivas no decorrer do século XIX, durante ou depois dos eventos de 1897, no início do domínio grego sobre a ilha, em 1908 e especialmente durante as conjunturas do acordo de 1923 para a troca de populações entre a Grécia e a Turquia. Diversos turcos cretenses conseguiram chegar a posições de destaque no Império Otomano e, posteriormente, na República da Turquia, assimilando completamente tanto a cultura quanto o idioma turcos. No contexto multilíngue da Creta otomana, muitos também falavam o dialeto grego cretense (κρητικά, kritika).
Na Turquia, estabeleceram-se ao longo do litoral que vai de Çanakkale a İskenderun; ondas subsequentes os levaram a cidades sírias como Damasco, Alepo e Al-Hamidiyah, a Trípoli, no Líbano, Haifa, em Israel, e até mesmo a Alexandria e Tanta, no Egito. Enquanto algumas destas populações se integraram às populações que lhes receberam no decorrer do século XX, boa parte ainda vive em comunidades fortemente unidas, que preservam sua cultura e tradições exclusivas, bem como o turco e o dialeto grego cretense, e muitas vezes mantêm contato com os parentes que se estabeleceram em outras localidades.

## História
A partir de 1645 o Império Otomano gradualmente tomou Creta da República de Veneza, que havia dominado a ilha desde 1204. Na última grande derrota, Cândia (atual Heraclião) foi tomada pelos otomanos em 1669, embora algumas ilhas vizinhas tenham permanecido venezianas até 1715. Creta só deixou de fazer parte do Império Otomano em 1897.
Ao contrário do que ocorreu em outras províncias do Império Otomano, a conquista de Creta não foi seguida pela imigração de um grande número de muçulmanos. Por outro lado, diversos cretenses se converteram ao islamismo - mais do que ocorreu em qualquer outra parte do mundo grego. Diversas explicações foram dadas para este fato, incluindo os transtornos da guerra, a possibilidade de se receber um timar (espécie de feudo, dado para aqueles que se juntassem à causa otomana durante alguma guerra), as divergências entre as igrejas Latina e Ortodoxa, o não-pagamento da taxa (cizye) cobrada a todos os dhimmi (não-muçulmanos), a maior possibilidade de mobilidade social dos muçulmanos, e a oportunidade que estes tinham de se juntar a uma milícia paga (uma aspiração de muitos cretenses também durante o domínio veneziano).
É difícil estimar a proporção daqueles que se tornaram muçulmanos, já que os registros das taxas do cizye contam apenas os cristãos; as estimativas variam de 30 a 50%. No início do século XIX 45% dos habitantes da ilha provavelmente era muçulmano. A população islâmica declinou ao longo deste século e, no último censo otomano, realizado em 1881, os muçulmanos constituíam apenas 24% da população, concentrados em três grandes cidades na costa norte da ilha, e em Monofatsi.
| Ano        | 1821 | 1832 | 1858 | 1881 | 1900 | 1910 | 1920 | 1928 |
| ---------- | ---- | ---- | ---- | ---- | ---- | ---- | ---- | ---- |
| Muçulmanos | 47%  | 43%  | 22%  | 26%  | 11%  | 8%   | 7%   | 0%   |

A maior parte dos muçulmanos cretenses eram habitantes locais, de origem grega, que falavam o dialeto cretense do grego - embora fossem, às vésperas do nacionalismo grego, chamados pela população cristã de "turcos".
Entre 1821 e 1828, durante a guerra de independência grega, a ilha foi palco de diversos confrontos entre as populações. A maior parte dos muçulmanos deslocou-se para as grandes cidades fortificadas da costa norte da ilha, e a população da ilha foi drasticamente reduzida por estes conflitos, somados a epidemias e à fome. Na década de 1830, Creta não passava de uma ilha empobrecida e atrasada.
Como o sultão otomano Mamude II não tinha um exército próprio, foi forçado a procurar a ajuda de seu vassalo rebelde e rival, Kavalalı Maomé Ali, paxá do Egito, que enviou suas tropas à ilha. A partir de 1832 Creta passou a ser administrada, nas próximas duas décadas, por um albanês do Egito, o paxá Giritli Mustafa Naili ("Mustafa Naili, o Cretense", posteriormente grão-vizir), cujo reinado procurou criar uma síntese entre os proprietários de terra muçulmanos e as classes comerciais emergentes cristãs. Durante seu período no poder adotou uma postura cautelosa, geralmente pró-britânica, e tentou conquistar mais o apoio dos cristãos (casando-se com a filha de um padre, e permitindo que mantivesse sua religião) que dos próprios muçulmanos. Em 1834, no entanto, um comitê de cretenses foi fundado em Atenas, visando colocar em prática a união da ilha com a Grécia.
Em 1840 o Egito foi obrigado, por Henry Temple, 3.º Visconde Palmerston, a retornar Creta ao domínio otomano direto. Giritli Mustafa Naili tentou, sem sucesso, torná-la um principado semi-independente, porém os cretenses se insurgiram contra ele, expulsando mais uma vez a população muçulmana, temporariamente, para as cidades fortificadas do nortes. Uma operação naval anglo-otomana recuperou o controle da ilha, e Mustafa Naili foi confirmado como seu governador, subordinado a Istambul, e ali permaneceu até 1851, quando foi convocado à capital.

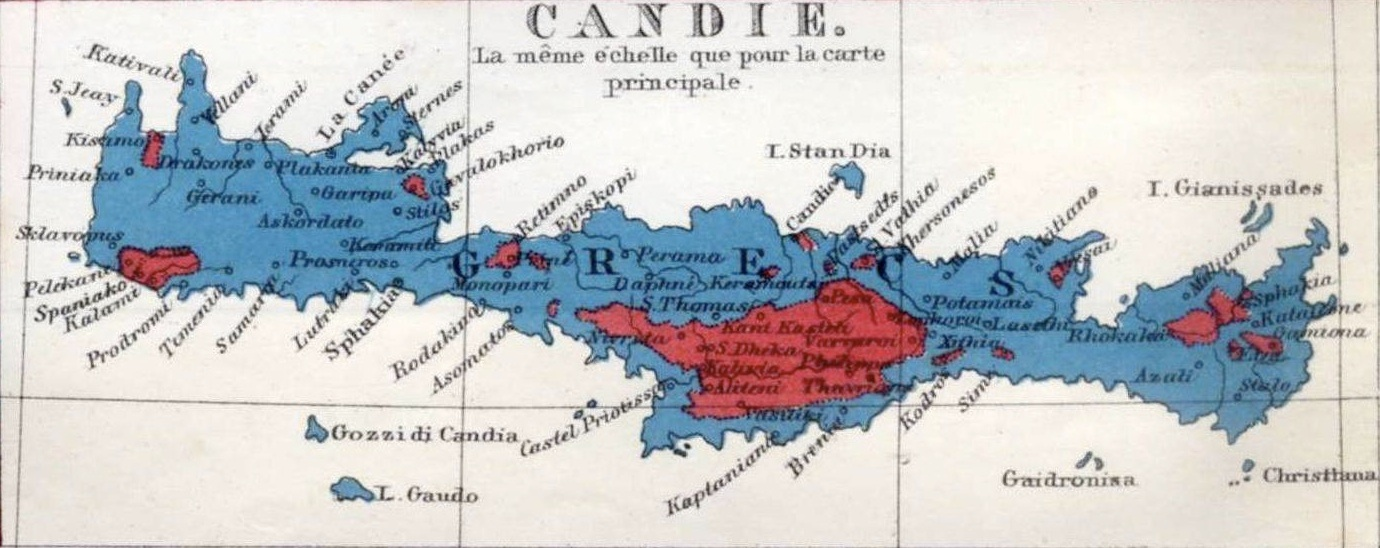
Mapa que mostra a divisão étnica da ilha de Creta (Cândia) por volta de 1861; turcos estão em vermelho, e gregos em azul

As tensões religiosas prevaleceram na ilha entre as duas comunidades; a população cristã de Creta se revoltou por duas vezes contra o domínio otomano, em 1866 e 1897. Durante a revolta de 1866, os rebeldes conseguiram controlar inicialmente a maior parte do interior, embora as quatro principais cidades fortificadas do litoral norte e a cidade de Ierápetra, ao sul, tenham permanecido constantemente nas mãos dos otomanos. A prioridade dada pelos turcos à ilha pode ser explicada pela chamada 'questão cretense', segundo a qual se Creta fosse perdida, a próxima linha de defesa do império seriam os Dardanelos - como, de fato, foi o caso. O grão-vizir otomano, Mehmed Emin Aali Paxá, chegou à ilha em outubro de 1867 e implementou um processo discreto de reconquista, distrito a distrito, ao qual se seguiu a construção de pequenas fortalezas por todo o território. Maomé Paxá também implementou uma 'Lei Orgânica', que dava aos cristãos cretenses participação igual (superior, na prática, devido a sua maior quantidade numérica) no controle da administração local. Durante o Congresso de Berlim, no verão de 1878, houve uma nova rebelião, que foi rapidamente debelada através de uma adaptação de Lei Orgânica para o formato de um acordo constitucional, conhecido como Pacto de Halepa.
Creta se tornou um Estado parlamentar semi-independente dentro do Império Otomano, sob um governador grego ortodoxo. Diversos "paxás cristãos" experientes, como Fotiades Paxá, e Adossides Paxá, governaram a ilha na década de 1880, presidindo sobre um parlamento no qual liberais e conservadores disputavam o poder. Estas disputas levaram a uma insurgência geral em 1889, e ao colapso dos acordos estabelecidos pelo Pacto de Halepa. As potências internacionais permitiram às autoridades otomanas que enviassem tropas à ilha e restaurassem a ordem, porém o sultão Abdulamide II se aproveitou da situação para governar a ilha através da lei marcial; este ato despertou a simpatia internacional pelos cristãos de Creta, e para uma perda total da aprovação desta parcela cristã da população cretense à soberania otomana. Quando uma nova rebelião eclodiu, em setembro de 1895, ela rapidamente cresceu a ponto de ficar fora de controle; no verão do ano seguinte as forças otomanas já haviam perdido o controle militar sobre boa parte da ilha, e a insurreição de 1897 levou a uma guerra entre a Grécia e o Império Otomano. Em março deste ano, no entanto, as Grandes Potências optaram por governar a ilha temporariamente, através de um comitê de quatro almirantes que permaneceriam no cargo até a chegada do príncipe Jorge da Grécia, como primeiro governador-geral de uma Creta autônoma, efetivamente separada do Império Otomano, em dezembro de 1898. As forças otomanas foram expulsas naquele mesmo ano, e um Estado cretense independente foi fundado.
Em 1908 os parlamentarem cretenses declararam a união com a Grécia, que foi reconhecida internacionalmente após as Guerras Balcânicas de 1913. Sob o Tratado de Londres, o sultão Maomé V Raxade abandonou quais direitos formais à ilha.
A população islâmica da ilha sofreu grandes perdas com estas mudanças, porém muitos permaneceram em Creta. A partir do verão de 1896 até o fim das hostilidades, em 1898, os muçulmanos cretenses permaneceram sob sítio nas quatro principais cidades costeiras, onde ocorreram massacres contra estas populações. Ondas subsequentes de emigração se seguiram, à medida que a ilha foi sendo unificada, em estapas, com a Grécia. Aqueles que permaneceram foram obrigados a abandoná-la definitivamente com a implementação da troca de populações entre a Grécia e a Turquia, em 1924. Na Turquia atual, descendentes destas populações continuam a falar uma forma do grego, o cretense.

## Cultura

### Tradiçãobektashi
Embora a maior parte dos turcos cretenses sejam muçulmanos sunitas, o islã praticado em Creta durante o período otomano foi profundamente influenciado pela ordem sufi bektashi, como também ocorreu em outras regiões dos Bálcãs. Esta influência foi muito além dos números de praticantes do bektashismo na ilha, mas também influenciou a forma literária da região, as variantes populares do islã e toda uma tradição de tolerância religiosa.

### Literatura
Os turcos de Creta são responsáveis por uma tradição literária extremamente rica e variada, que levou pelo menos um estudioso a definir uma "escola cretense", que reúne 21 poetas, todos adeptos das tradições da poesia divã otomana ou da literatura turca popular, em atividade especialmente no século XVIII. Temas fantásticos e místicos podem ser encontrados em abundância nas obras destes autores, refletindo o dinamismo da vida cultural na ilha.
Ecos desta tradição podem ser percebidos nos versos a seguir, de Giritli Sırrı Paşa ("Paxá Sırrı, o Cretense", 1844 - 1895);
Fidânsın nev-nihâl-i hüsn ü ânsın âfet-i cânsın

Gül âşık bülbül âşıkdır sana, bir özge cânânsın
Os versos foram escritos para sua esposa, a poetisa e compositora Leyla Saz, ela própria notória por ser considerada a primeira mulher da literatura turca moderna; seu "Hino ao Mediterrâneo" (Akdeniz Marşı), composto em louvor de Mustafa Kemal Atatürk, continua extremamente popular e é cantado em certos feriados nacionais, tanto em escolas como em quarteis por todo o país.

### Música
De acordo com os estudos de um pesquisador grego pelo menos seis compositores cretenses muçulmanos dedicaram-se à música no dialeto cretense do grego.. Os cretenses teriam levado a tradição musical que partilhavam com os cristãos da ilha para a Turquia:

"Um dos aspectos mais significantes da cultura giritli é que a sensibilidade islâmica -- frequentemente bektashi -- é expressa através da língua grega. Existe alguma confusão a respeito de sua identidade cultural, e frequentemente presumiu-se que a sua música seria, de alguma maneira, mais "turca" que "cretense"."

### Cultura turco-cretense na Turquia
Diversas nuances podem ser observadas entre as ondas de imigrações de Creta, e seus respectivos padrões comportamentais. No fim do século XIX os turcos frequentemente tiveram de fugir de perseguições e massacres, procurando refúgio no atual território da Turquia, ou até mesmo além (Al-Hamidiyah). Durante a década de 1910, com o fim do Estado Cretense - que havia concedido à comunidade muçulmana da ilha um reconhecimento apropriado - muitos outros fugiram. A Guerra Greco-Turca e a subsequente troca populacional foi a derradeira entre as principais causas que ajudaram a compor estas nuances.
Entre as contribuições feitas pelos turcos cretenses à cultura turca em geral, são dignas de menção as tradições culinárias peculiares, baseadas no alto consumo de azeite e numa gama surpreendente de ervas e outros materiais crus de origem vegetal. Embora evidentemente tais alimentos não tenham sido introduzidos aos seus compatriotas por eles, os turcos cretenses expandiram enormemente o conhecimento em torno destes produtos e ampliaram o seu uso. A predileção por ervas, algumas das quais podem até mesmo serem consideradas incomuns, também se tornaram alvo de algumas piadas. A cadeia de restaurantes Giritli ("Cretense"), em Istambul, Ancara e Bodrum, e os restaurantes Girit Mutfağı ("Cozinha Cretense"), de Ayşe Ün, indicam referências a este respeito. Houve alguma falta de cuidado da parte das autoridades, nos primeiros anos da República Turca, ao não acomodar os turcos cretenses em locais onde se encontravam os vinhedos deixados pelos gregos que haviam partido, já que este capital acabou se perdendo, na mão de agricultores sem o conhecimento anterior da vinicultura. No campo das indústrias marítimas, o pioneiro na construção das embarcações gulet, que acabou por se tornar uma indústria fortíssima na Bodrum moderna, Ziya Güvendiren, era um turco cretense, da mesma maneira que muitos dos seus antigos aprendizes, que acabaram por se tornarem eles próprios construtores de sucesso, sediados nas Bodrum e Güllük de hoje em dia.